# Nicolae Bălcescu (okręg Tulcza)
Nicolae Bălcescu – wieś w Rumunii, w okręgu Tulcza, w gminie Nalbant. W 2011 roku liczyła 1231 mieszkańców.